# Alexander Petrowitsch Kotelnikow
Alexander Petrowitsch Kotelnikow (russisch Александр Петрович Котельников; * 8. Oktoberjul. / 20. Oktober 1865greg. in Kasan; † 6. März 1944 in Moskau) war ein russischer Mathematiker. Er gilt als Pionier der Vektorrechnung in Russland.

## Leben
Alexander Kotelnikow war der Sohn von Pjotr Iwanowitsch Kotelnikow (1809–1879), einem Professoren-Kollegen von Nikolai Lobatschewski in Kasan, von dem gesagt wurde, dass er der einzige Kollege war, der die Bedeutung von Lobatschewskis Arbeiten zur nichteuklidischen Geometrie zu dessen Lebzeiten würdigte. Kotelnikow studierte an der Universität von Kasan mit dem Abschluss 1884. Danach lehrte er in Kasan an einem Gymnasium, ging dann aber wieder an die Universität, wo er ab 1893 lehrte und 1896 promoviert wurde. In seiner Dissertation (Das Kalkül des Kreuzprodukts und einige seiner Anwendungen in Geometrie und Mechanik) wandte er Methoden der Vektorrechnung in der Mechanik an. 1899 habilitierte er sich (russischer Doktortitel) mit der Arbeit Die projektive Theorie der Vektoren. In ihr verallgemeinerte er den Vektoren-Kalkül in Hinblick auf Anwendungen in der nichteuklidischen Geometrie Lobatschewskis und Riemanns. 1899 wurde er Professor und Leiter der Fakultät für Reine Mathematik an der Universität Kiew und ab 1904 hatte er die gleiche Funktion in Kasan. 1914 ging er wieder an die Universität Kiew als Leiter der Abteilung theoretische Mechanik und 1924 bis zu seinem Tod lehrte er am Bauman Polytechnikum (der späteren Staatlichen Technischen Universität Moskau) in Moskau.
1934 wurde er Geehrter Wissenschaftler der Sowjetunion und 1943 erhielt er den sowjetischen Staatspreis.
Er war Herausgeber der Gesammelten Werke von Lobatschewski und Nikolai Jegorowitsch Schukowski.
Neben der Anwendung der Vektorrechnung in der Mechanik befasste er sich auch mit der Anwendung von Quaternionen und komplexen Zahlen in der Mechanik.

## Schriften
- Einführung in die Theoretische Mechanik (russisch), Moskau, Leningrad 1925
- Das Prinzip der Relativität und Lobaschewskis Geometrie (russisch), Kasan 1927 (in In Memoriam N. I. Lobatschewski, Band 2)
- Die Theorie der Vektoren und komplexe Zahlen (russisch) in Einige Anwendungen von Lobatscheskis Geometrie in der Mechanik und Physik, Leningrad 1950